# Lydia Simoneschi
Lydia Simoneschi (4 de abril de 1908 – 5 de septiembre de 1981) fue una actriz cinematográfica y de voz de nacionalidad italiana.
Durante su carrera, prestó su voz a actrices principalmente durante la edad de oro .

## Biografía
Nacida en Roma, procedía de una familia de artistas, siendo su padre Carlo Simoneschi, un famoso actor y director activo en la época del cine mudo. Siendo todavía muy joven decidió hacerse actriz, debutando en la compañía teatral de Camillo Pilotto y participando en varios espectáculos en giras llevadas a cabo por Italia y Europa. En los primeros años 1930 se inició también en el cine, pero su aspecto físico discreto no le ayudó ante las cámaras: como actriz cinematográfica tuvo una carrera muy modesta (solo trabajó en seis películas entre 1932 y 1959), siempre confinada a pequeños papeles de reparto, pero su voz persuasiva, apasionada y sofisticada le abrió el camino para convertirse en actriz de voz.
Simoneschi se casó muy joven con un oficial de la Regia Marina, Franz Lehmann, originario de la Provincia autónoma de Bolzano, y con el que tuvo un hijo, Giorgio. Sin embargo, su marido falleció en 1942, tras lo cual la actriz abandonó el teatro dedicándose exclusivamente al trabajo, mucho mejor remunerado, de actriz de voz, siendo también en sus últimos años directora de doblaje.
En la primavera de 1980 el presidente de la República, Sandro Pertini, la galardonó con la Orden al Mérito de la República Italiana en consideración a sus méritos artísticos.
Lydia Simoneschi falleció en Roma en 1981. Fue enterrada en el Cementerio Flaminio de Roma, junto a la tumba de su marido.

## Actriz de doblaje
Simoneschi inició su actividad como actriz de voz a partir de los años 1930 y se convirtió, entre fines de la Segunda Guerra Mundial y primera mitad de los años 1960, en la reina del doblaje italiano, prestando su voz a casi todas las grandes divas de Hollywood y Europa (las únicas actrices a las que no dobló fueron Greta Garbo, Greer Garson, Veronica Lake, Esther Williams, Judy Holliday, Jean Harlow, Marilyn Monroe, Grace Kelly, Audrey Hepburn, Sandra Dee y Shirley Temple), así como también a las más famosas intérpretes italianas. Una de sus principales habilidades fue su capacidad para adaptarse a los diferentes estilos interpretativos de las actrices a las que prestaba la voz. 
Lydia Simoneschi hizo también trabajo de doblaje en el cine de animación (especialmente en producciones de Disney), interpretando habitualmente a personajes bondadosos como las hadas. 
Madiados los años sesenta diradò la sua attività di doppiatrice. Si al principio doblaba regularmente a actrices famosas, la mayoría más jóvenes que ella, a partir de entonces hubo de doblar a actrices de edad media o mayores que ella, y a menudo poco conocidas. Además, en sus inicios daba voz a las protagonistas de las películas que doblaba, mientras que en su segundo período doblaba a actrices de reparto, en ocasiones con papeles marginales.
A partir de 1964 también desempeñó funciones de directora de doblaje, compatibilizando ambas funciones hasta su retiro, que tuvo lugar en 1975.
A lo largo de su carrera como actriz de voz, se calcula que Lydia Simoneschi dio su voz en más de cinco mil producciones cinematográficas.

### Cine de animación
- Pinocho (1940)
- Bambi (1942)
- La bella durmiente (1959)
- 101 dálmatas (1961)
- Golia II (1962)
- The Sword in the Stone (1963)
- West and Soda (1965)
- La Cenicienta
- El libro de la selva (1967)
- VIP, mi hermano superhombre (1968)
- Robin Hood (1973).

### Narradora
- Pia de' Tolomei (1941)
- Il buio oltre la siepe (1963)

## Filmografía
- La vecchia signora, de Amleto Palermi (1932)
- Pergolesi, de Guido Brignone (1932)
- Non c'è bisogno di denaro, de Amleto Palermi (1933)
- Arma bianca, de Ferdinando Maria Poggioli (1936)
- Gli zitelloni, de Giorgio Bianchi (1958)
- Il moralista, de Giorgio Bianchi (1959)